# میکله سیندونا
میکله سیندونا (Michele Sindona) بانکدار و حقوقدان گروه‌های مافیا سیسل بود. وی به دلیل همکاری با مافیا و پولشویی برای واتیکان شناخته می‌شود. وی متهم به پولشویی و قتل و رشوه به مقامات ایتالیایی است.

## بانکدار بین‌المللی
پس از مرگ پاپ پیوس دوازدهم و بحران انتخاب پاپ بعدی و جنگ بر سر قدرت و همچنین قدرت گرفتن گروه‌های کمونیستی، قدرت واتیکان کاهش یافت.
در پی این اقدامات بانک واتیکان دچار بحران مالی بی‌سابقه ایی دچار می‌شود. با فشار گروه‌های چپ قانون شفاف سازی حساب‌های مالی در مجلس ایتالیا تصویب شده و سبب بحران مالی و اعتباری بانک واتیکان می‌شود.
در همین هنگام مقامات عالی‌رتبه واتیکان با میکله سیندونا، مغز متفکر گروه‌های مافیایی تماس می‌گیرند.
بر اساس اسناد ذکر شده در کتاب شرکت واتیکان با فرمان پاپ، میکله سیندونا اقدام به انتقال پول‌های واتیکان به حساب‌های مخفی می‌کند. از میزان پول‌های جابه‌جا شده اطلاع زیادی در دست نیست ولی بر اساس حدس و گمان نزدیک به ۱ بیلیون دلار بوده‌است. پس از مرگ پاپ و به قدرت رسیدن ژان پل دوم به عنوان پاپ، نفوذ مافیا چند برابر می‌شود. توضیحات و جزئیات کار میکله و بانک واتیکان در کتاب شرکت واتیکان، در فارسی با عنوان واتیکان (پول و مافیا) نوشته پل ویلیامز ترجمه آقای ایوب باقرزاده چاپ انتشارات امید فردا آورده شده‌است.

## دستگیری، محاکمه و مرگ
سرانجام با ترکیدن حباب اقتصادی و تورم پولی در پی پولشویی‌های بانک‌های میکله سیندونا، لیر واحد پولی ایتالیا در آن مقطع به شدت پایین می‌آید. دولت ایتالیا حکم بازداشت میکله را صادر می‌کند ولی وی با همکاری بعضی مقامات قضایی و سیاسی ایتالیا آزاد می‌شود و با کمک گروه‌های مافیا به آمریکا مهاجرت می‌کند.
وی در آمریکا اقدام به خرید بانک‌های قدیی و مهم آمریکا می‌کند و کار پولشویی خود را ادامه می‌دهد. در پی اقدامات او بانک‌های مذکور ورشکسته شده و سبب اخراج وی از آمریکا می‌شود. با استرداد وی به ایتالیا و محاکمه جنجالی، وی به حبس اید محکوم می‌شود.
چند ماه پس از زندانی شدن، وی در هنگام صبحانه خوردن مسموم می‌شود.
علت مرگ وی در کتاب شرکت واتیکان، نابود کردن اعتبار واتیکان و خیانت به مافیا و شخص پاپ عنوان شده‌است.